# Laura Branigan
Laura Ann Branigan (Mount Kisco, 3 de julho de 1952 – East Quogue, 26 de agosto de 2004) foi uma cantora, compositora, multi-instrumentista e atriz norte-americana.

## Biografia
Laura nasceu em 3 de julho de 1952, na cidade de Mount Kisco, no Condado de Westchester, em Nova Iorque. Apaixonada por música desde a infância, começou a cantar no coral de uma igreja em sua cidade natal. Durante a adolescência, venceu diversos concursos musicais em boates de Nova Iorque, logo atraindo atenção da indústria fonográfica, sendo convidada a gravar discos em pouco tempo.
Casou-se em 1978 com seu noivo, o advogado Lawrence Kruteck, 16 anos mais velho que ela. Apesar de ter feito tratamentos para engravidar, não obteve êxito, e então o casal não teve filhos. Em 1994 seu marido foi diagnosticado com câncer colorretal. Laura retirou-se temporariamente da cena musical, no auge de sua carreira, para acompanhá-lo nos tratamentos de quimioterapia e radioterapia. Seu marido faleceu em 15 de junho de 1996, o que a fez entrar em depressão e necessitar de auxílio psicológico. O retorno aos palcos lhe deu força para continuar. Em entrevistas revelou que a música era sua maior fonte de alegria e inspiração. Apesar de ter mantido outros relacionamentos, não casou-se novamente.

## Carreira
Conhecida por sua enérgica presença de palco, ficou mundialmente famosa devido a grandes hits, como "Solitaire", "How Am I Supposed To Live Without You", "Self Control", "Ti Amo", "Spanish Eddie", "I Found Someone", "Power of Love", "Shattered Glass", "Never In A Million Years",  "Over You" e principalmente "Gloria", o maior deles. Além de suas músicas, era também conhecida pelo poder e extensão de sua voz mezzo soprano, que chegava a alcançar quatro oitavas na escala musical.
Após vencer concursos musicais em boates e gravar participações em alguns discos, somente começou a ficar famosa em sua carreira artística quando começou a trabalhar fazendo backing vocal nos shows de Leonard Cohen nos anos 70. Em 1973 entrou para a banda "Meadow", no qual atuou como vocalista, porém a banda não obteve sucesso, e se desfez no mesmo ano.
Em 1981 lançou seu primeiro álbum solo, intitulado "Silver Dreams". Deste álbum algumas faixas chegaram a ser executadas em rádios, o single "Looking For A Number One", chegou a ser lançado oficialmente e a canção "Fools Affair" teve um video-clipe. Porém nas vésperas de lançamento o álbum foi cancelado.
Tornou-se conhecida do grande público em 1982, após o sucesso de "Gloria", versão de uma canção do cantor e compositor italiano "Umberto Tozzi", que lhe rendeu sua primeira indicação ao "Grammy". E assim, veio o primeiro álbum solo intitulado "Branigan", além de "Gloria", o álbum tem outros sucessos como "All Night With Me".
Este segundo álbum trouxe também as baladas românticas "Solitaire" e "How Am I Supposed to Live Without You", gravada mais tarde por "Michael Bolton", que conseguiram manter o nível de sucesso atingido por "Gloria".
A cantora também gravou neste mesmo ano a canção "Imagination" para a trilha sonora de "Flashdance", e também fez sua primeira atuação como atriz no episódio "Fox Trap" do seriado "CHiPs" no qual interpretou a personagem "Sarah".
Em 1984 lançou seu terceiro álbum intitulado "Self Control", versão do cantor italiano Raf, cujo vídeo, dirigido por "William Friedkin", foi inicialmente banido da MTV por ser muito "sexualmente sugestivo". Além de "Self Control" o álbum teve outros singles de sucesso como "The Lucky One" e "Ti Amo", nova versão de um sucesso de Tozzi. Esse foi o álbum mais vendido de Laura Branigan.
No mesmo ano gravou a canção "Hot Night" para a trilha-sonora do filme "Ghostbusters", e participou do seriado "Automan", no episódio "Murder MTV". Ainda em 1984 gravou a canção "Sharp-Shooter" para o filme "Body Rock".
1985 é o ano do álbum "Hold Me", o seu quarto álbum de estúdio. Este álbum trouxe grandes sucessos como "Spanish Eddie",
"I Found Someone" (dois anos depois regravada por Cher) e "Maybe Tonight". Trouxe também sucessos moderados como "Forever Young", regravação de um sucesso do grupo "Alphaville" e "Tenderness".
Neste mesmo ano Laura Branigan atua em seu primeiro papel protagonista, no filme "Mugsy's Girls", também conhecido como "Delta Pi". No filme Laura interpreta "Monica", e contracena com "Ruth Gordon".
Foi lançado 1987 o quinto álbum "Touch" que incluía o tema "Shattered Glass" produzido por Stock-Aitken & Waterman. Esse disco teve como grande sucesso a canção "The Power of Love", regravação da canção de "Jennifer Rush" que havia feito algum sucesso dois anos antes. Porém, na versão de Branigan o "The" foi omitido do título, ficando apenas "Power of Love".
O álbum teve também sucessos moderados como "Cry Wolf" e "Spirit of Love".
No mesmo ano de 1987 grava uma participação no CD Soy Como Quiero Ser álbum do cantor mexicano Luis Miguel produzido por Juan Carlos Calderón. O grande hit foi um dueto na canção Sin Hablar.
No ano de 1988 Laura Branigan protagoniza seu segundo filme chamado "Backstage".
No filme seu personagem é "Kate Lawrence" uma estrela pop americana. No mesmo ano gravou o dueto "Come Into My Life" com "Joe Esposito", para a trilha sonora de "Um príncipe em Nova York"; e também "Your Love" para o filme "Salsa- O Filme Quente".
Em 1990 lançou o seu sexto álbum de estúdio como o nome de "Laura Branigan".
O álbum teve grande repercussão, e trouxe sucessos como "Moonlight On Water" e "Never In A Million Years". Músicas que não foram singles oficiais também ganharam popularidade como é o caso da balada romântica "No Promise, No Guarantee" e as dançantes "Turn The Beat Around" e "Reverse Psychology".
Em 1991 atuou no seriado Monsters no episódio "A Face fo Radio", onde interpretou a personagem "Amanda Smith-Jones".
Em 1993 foi o ano de "Over My Heart", o sétimo álbum de estúdio da cantora. Este porém, não foi muito aceite pela crítica, talvez pelo fato de ser um álbum mais independente e pessoal de Laura Branigan. Mas mesmo assim teve como grande sucesso a canção "Over You", e sucessos moderados como "Didn't We Almost Win It All" e "It's Been Hard Enough Getting Over You".
Em 1995 lançou "Dim All the Lights", regravação da canção de Donna Summer, que seria seu último single, para a sua primeira coletânea oficial chamada "The Best of Branigan" a coletânea trouxe também a regravação de "Show Me Heaven".
Em 2002 interpretou Janis Joplin na peça Love, Janis, sendo alternante da cantora Amy Jo Johnson. A peça musical, que ganhou notoriedade como um tributo a cantora Janis Joplin, foi exibida no circuito fora da Broadway. Ainda nesse ano, "Self Control" foi incluída na trilha sonora do jogo eletrônico Grand Theft Auto: Vice City.
Em 2004, ano de sua morte, foi lançado o álbum Remember Me: The Last Recordings que contém algumas faixas inéditas gravadas por Branigan e novos vocais para "Gloria" e "Self Control". O álbum teve quatro singles "The Challenge", "The Winner Takes It All" (regravação do grupo ABBA), "Gloria 2004" e "Self Control 2004".
Em 2006, o seu maior hit, "Gloria", foi incluído na trilha sonora do jogo eletrônico Grand Theft Auto: Vice City Stories.
Em 2007 seu hit "How Am I Supposed to Live Without You" apareceu no seriado Todo Mundo Odeia o Chris, no episódio "Everybody Hates the Bachelor Pad". E no mesmo ano o hit "Self Control" tocou no seriado Arquivo Morto no episódio "Shuffle, Ball Change".
Em 2012, "Self Control" foi usada pela Rockstar Games como tema do trailer de comemoração de 10 anos de Grand Theft Auto: Vice City.
Em 2018 O "hit" "Self Control" foi a trilha de abertura do 6º episódio da 2ª temporada de American Crime Story 'The Assassination of Gianni Versace'.

## Morte
Branigan faleceu enquanto dormia em sua casa, em East Quogue, Nova Iorque, em 26 de agosto de 2004. A causa foi atribuída à um aneurisma cerebral não diagnosticado. Foi relatado na mídia que a artista estava tendo dores de cabeça por várias semanas antes de sua morte, mas não procurou atendimento médico. Seu corpo foi cremado, e suas cinzas foram espalhadas por Long Island Sound.

## Discografia

### Álbuns de estúdio
Meadow
- 1973: Meadow

Solo
- 1981: Silver Dreams (lançamento cancelado)
- 1982: Branigan
- 1983: Branigan 2
- 1984: Self Control
- 1985: Hold Me
- 1987: Touch
- 1990: Laura Branigan
- 1993: Over My Heart

### Compilações
- 1988: The Best Of
- 1992: The Very Best of
- 1995: The Best of Branigan
- 1999: Back In Control
- 2002: The Essential
- 2004: Remember Me: The Last Recordings
- 2006: The Platinum Collection
- 2010: Shine On: The Ultimate Collection

### Singles
- 1982: "All Night With Me"
- 1982: "Gloria"
- 1983: "Solitaire"
- 1983: "How Am I Supposed to Live Without You"
- 1984: "Self Control"
- 1984: "The Lucky One"
- 1984: "Ti Amo"
- 1984: "Satisfaction"
- 1985: "Spanish Eddie"
- 1985: "Hold Me"
- 1985: "Maybe Tonight"
- 1986: "I Found Someone"
- 1987: "Shattered Glass"
- 1987: "Power Of Love"
- 1988: "Cry Wolf"
- 1990: "Moonlight on Water"
- 1991: "Never in a Million Years"
- 1993: "Didn't We Almost Win It All"
- 1993: "It's Been Hard Enough Getting Over You"
- 1994: "How Can I Help You To Say Goodbye"
- 1995: "Dim All The Lights"

Promocional
- 1978: "Memories"
- 1980: "Fool's Affair"
- 1981: "Looking Out For Number One"
- 1981: "Tell Him"
- 1983: "Deep In The Dark"
- 1985: "With Every Beat Of My Heart"
- 1987: "Spirit Of Love"
- 1988: "Come Into My Life" (com Joe Esposito)
- 1989: "Heart Of Me" (com Cerrone)
- 1990: "Turn The Beat Around"
- 1991: "Tokio"
- 1993: "Love Your Girl"
- 1995: "I Believe" (com David Hasselhoff)
- 2004: "Self Control (2004)"
- 2004: "Gloria (2004)"

## Turnês
- Branigan Tour (Abril - Junho de 1982)
- Branigan II Tour (Abril - Novembro de 1983)
- Self Control Tour (Abril - Outubro de 1984)
- Hold Me Tour (Agosto de 1985 - Fevereiro de 1986)
- Touch Tour (Setembro de 1987 - Fevereiro de 1988)
- Laura Branigan World Tour (Abril - Setembro de 1990)

## Filmografia
- 1983: CHiPs (NBC) - Sarah ("Fox Trap")
- 1984: Automan (ABC) - Jessie Cole ("Murder MTV")
- 1985: Mugsy's Girls - Monica
- 1988: Backstage - Kate Lawrence
- 1991: Monsters (sindicato) - Amanda Smith-Jones ("A Face for Radio")

## Videografia
- 1984: Laura Branigan In Concert
- 1990: RSO: Laura Branigan In Concert